# Oskarströms kommun
Denna artikel handlar om den tidigare kommunen Oskarströms kommun. För orten se Oskarström.
Oskarströms kommun var en tidigare kommun i Hallands län.

## Administrativ historik
Oskarströms bildades 1 januari 1971 genom en ombildning av Oskarströms köping. Kommunen uppgick 1974 i Halmstads kommun.
Köpingens församling var Oskarströms församling.

## Politik

### Mandatfördelning i valen 1946-1970
| 17 | 3 | 3 | 2 |

| 22 |